# 天鷹座50
天鷹座50，又名BD-14 6276，HD 212430、SAO 165044、HR 8534，是天鷹座的一颗恒星，视星等为5.76，位于銀經47.12，銀緯-53.13，其B1900.0坐标为赤經22h 19m 5.7s，赤緯-14° -53.13′ 11″。